# Vučica
Vučica je řeka ve východním Chorvatsku. Je dlouhá 52,2 km. Pramení ve Viroviticko-podrávské župě, ale téměř celou svojí délkou prochází Osijecko-baranjskou župou. Pramení na úpatí pohoří Krndija a je pravostranným přítokem řeky Karašice. Prochází městem Orahovica, její ústí se nachází jižně od města Valpovo. U sídla Grudnjak se na řece nachází velké množství rybníků.

## Sídla ležící v blízkosti řeky
Gornja Pištana, Duzluk, Orahovica, Bijeljevina Orahovička, Duga Međa, Slavonske Bare, Kutovi, Grudnjak, Bokšić Lug, Malinovac, Harkanovci, Zelčin, Bocanjevci, Gorica Valpovačka, Marjančaci, Ladimirevci

## Přítoky
Největším přítokem Vučice je řeka Iskrica, mezi další přítoky patří potoky Marjanac, Breznica, Jasenovica, Stara Vučica a umělý kanál Strug.